# Atelopus spurrelli
Atelopus spurrelli е вид жаба от семейство Крастави жаби (Bufonidae). Видът е уязвим и сериозно застрашен от изчезване.

## Разпространение
Разпространен е в Колумбия.

## Описание
Популацията на вида е намаляваща.